# Pave Clemens 13.
Pave Clemens 13. (7. marts 1693 i Venedig – 2. februar 1769 i Rom) var pave fra år 1758, hvor han blev valgt, frem til sin død i 1769.
| Efterfulgte: Benedikt 14. | Pave 1758-1769 | Efterfulgtes af: Clemens 14. |

1. ↑  Navnet er anført på engelsk og stammer fra Wikidata hvor navnet endnu ikke findes på dansk.